# Cobbia mawsoni
Cobbia mawsoni is een rondwormensoort uit de familie van de Xyalidae. De wetenschappelijke naam van de soort is voor het eerst geldig gepubliceerd in 1930 door Cobb.